# Onychonycteridae
Onychonycteridae — вимерла родина кажанів, відома лише з раннього еоцену Європи та Північної Америки.
Більшість видів, що належать до Onychonycteridae, відомі лише за ізольованими зубами та фрагментами щелеп, однак їх можна розпізнати за їхніми відносно квадратними верхніми молярами, простим нижнім четвертим премоляром та примітивними нижніми молярами-некромантодонтами. Onychonycteris finneyi демонструє додаткові примітивні риси свого скелета, включаючи кігті на всіх п'яти пальцях і проста раковина вуха, що свідчить про те, що він не був здатний до ехолокації. Розміри його крил свідчать про те, що він використовував більш примітивний спосіб польоту, ніж сучасні кажани.